# Tgz
En informatique, sous UNIX et compatibles, un fichier tgz est un fichier archive créé avec tar et ensuite compressé avec gzip. Un fichier *.tgz est exactement un fichier *.tar.gz, la seule différence étant que l’extension est sur trois lettres, et que les extensions sur trois lettres maximum sont restées pendant longtemps une contrainte pour la diffusion.
La méthode la plus rapide pour décompresser l'ensemble et recréer l'archive avec l'arborescence adéquate est : 
```
tar -zxvf fichier.tgz
```

## Slackware
Linux Slackware est une distribution Linux qui utilise des paquets de logiciels au format tgz. Il ne s'agit pas de sources à décompresser et à compiler mais de paquets à installer.
```
installpkg fichier.tgz
```

## NetBSD
NetBSD est système Unix de type BSD qui utilise des paquets compilés de logiciels au format tgz. Il ne s'agit pas de sources à décompresser mais de paquets à installer et interroger.
```
 
 pkg_info package.tgz
  ou  
 pkg_add package.tgz
```